# Anisotropia di fluorescenza
L'anisotropia di fluorescenza è un fenomeno di anisotropia della radiazione emessa per fluorescenza. Durante la fluorescenza si eccitano preferenzialmente le molecole con un dipolo molecolare parallelo al campo elettrico della radiazione (fotoselezione).
La fotoselezione produce una popolazione allo stato eccitato parzialmente orientata. Se il materiale è rigido anche la fluorescenza sarà parzialmente polarizzata, se le molecole possono invece disperdersi in molte orientazioni si avrà emissione non polarizzata (depolarizzazione della fluorescenza).

## Definizione di anisotropia di fluorescenza
L'anisotropia (indicata con r) di una sorgente luminosa è definita come il rapporto tra la componente polarizzata e l'intensità totale ({\displaystyle I_{T}}):
{\displaystyle r={\frac {I_{z}-I_{y}}{I_{x}+I_{y}+I_{z}}}}
Quanto l'eccitazione è polarizzata lungo l'asse z di laboratorio, l'emissione dal fluoroforo è simmetrica intorno all'asse z, come mostra la figura a fianco. Pertanto, statisticamente si ha che {\displaystyle I_{x}=I_{y}}. Poiché {\displaystyle I_{y}=I_{\perp }}e {\displaystyle I_{z}=I_{\parallel }}si può riscrivere cheː
{\displaystyle r={\frac {I_{\parallel }-I_{\perp }}{I_{\parallel }+2I_{\perp }}}={\frac {I_{\parallel }-I_{\perp }}{I_{T}}}}.

## Applicazioni
Le misure si fanno mettendo un polarizzatore dopo la sorgente e uno dopo il campione. Il primo si mette in modo da polarizzare la luce lungo la verticale, il secondo può ruotare andando dalla posizione parallela al primo a quella perpendicolare, l'anisotropia è data da:
r=(I||-I⊥)/(I||+2I⊥)
In alcune vecchie pubblicazioni si parlava anche di polarizzazione
P=(I||-I⊥)/(I||+I⊥)
cioè:
P=3r/(2+r)
L'uso di questa grandezza è oggi sconsigliato.
Misure dell'anisotropia della fluorescenza possono dare indicazioni sulla mobilità delle molecole.